# Richard Wright
Richard William Wright (Londres 28 de juliol de 1943 - † 15 de setembre de 2008). Membre fundador i teclista del grup de rock progressiu Pink Floyd, va aparèixer en gairebé tots els àlbums de Pink Floyd i actuant en totes les seves gires.
Rick Wright es va incorporar al grup Sigma 6 el 1964, una de les versions prèvies del que seria en un futur proper Pink Floyd, amb Roger Waters, Nick Mason i Bob Klose. Tot i que no va ser un compositor brillant i prolífic com Roger Waters, Wright va fer contribucions essencials al so del grup en temes com A Saucerful of Secrets, Echoes i Shine on You Crazy Diamond. A l'àlbum The Dark Side of the Moon va realitzar les aportacions més importants en les peces The Great Gig in the Sky i Us and Them. Wright col·labora en la part vocal de diverses cançons del grup.
El 1979 va començar a tenir problemes amb Roger Waters, que va amenaçar de cremar-li totes les pistes de teclat a menys que abandonés el grup, cosa que va succeir durant l'enregistrament de The Wall. Wright va abandonar finalment Pink Floyd, tot i que encara va col·laborar amb el grup durant la gira que es va fer de l'àlbum durant el 1980 i 1981, però com a músic de suport, no com a membre del grup. Curiosament, això va fer que fos l'únic que guanyés diners amb el costós muntatge de The Wall. A l'àlbum The final cut de 1983, Wright ja no hi va participar.
Poc després, David Gilmour va iniciar el plet contra Roger Waters pel nom de la banda, al final del qual Gilmour, amb Nick Mason, va guanyar els drets sobre el nom Pink Floyd i així van enregistrar l'àlbum A Momentary Lapse of Reason de 1987, sense Waters, però sí amb Wright, a qui van convidar i admetre en el procés d'enregistrament del disc. També es va unir a la gira de l'àlbum, de la qual es va publicar un disc doble titulat Delicate Sound of Thunder (1988), en el qual Wright ja va tornar a aparèixer com a membre del grup.
En el següent àlbum, The Division Bell de 1994, Wright ja estava plenament reintegrat i va co-escriure cinc temes i a més va cantar a la peça "Wearing the Inside Out". D'aquesta manera, Wright només va deixar de participar Pink Floyd en el disc The Final Cut.
El juliol de 2005 Wright amb Gilmour, Mason i per primera vegada en 24 anys, Waters, van tocar de nou junts i com a Pink Floyd, quatre cançons en el concert Live 8 a Londres, promogut per Bob Geldof.
El 2006 Wright i Nick Mason van participar amb David Gilmour durant la presentació al Royal Albert Hall de Londres, essent la darrera presentació de Pink Floyd després de Waters. També el 2006 Gilmour va treure el seu darrer disc en solitari On an Island; Wright va participar en una de les seves cançons i fins i tot va estar en algun concert de la gira amb el seu grup de músics.
Després del retrobament amb Waters, tots dos van fer les paus i, fins i tot, Waters va convidar Wright a participar en la gira The Dark Side of the Moon Live, en la qual també hi va col·laborar Nick Mason. Amb tot, Wright va declinar l'oferta per concentrar-se en el seu següent àlbum en solitari que apareixeria el 2007.

## Discografia en solitari
- Wet Dream (1978)
- Identity (1984, amb Dave Harris com a grup de nom Zee)
- Broken China (1996)